# مارينيو (أين)
مارينيو (بالفرنسية: Marignieu)‏ هي بلدية فرنسية تقع في إقليم الأين في فرنسا. رمز إنسي لها هو:1234. أما الرمز البريدي لها فهو: 1300.